# Vinius
Vinius is een geslacht van vlinders van de familie dikkopjes (Hesperiidae), uit de onderfamilie Hesperiinae.

## Soorten
- V. exilis (Plötz, 1883)
- V. freemani Miller, 1970
- V. letis (Plötz, 1883)
- V. sagitta (Mabille, 1889)
- V. tryhana (Kaye, 1913)